# Конысбай (развалины)
Конысбай — развалины старого укрепления. Расположен в Жамбылской области Казахстана, на 4 км ниже места впадения реки Карабакыр в Талас.Исследован в 1936 году Семиреченской археологической экспедицией (руководитель А. Н. Бернштам).
Представляет собой укрепление площадью 240×250 м. Вокруг были возведены дувалы — стены шириной до 20 м. В средней части по углам стен сохранились остатки башен. Дувалы окружены рвом шириной около 15 м. В центре южного дувала расположены четырёхбашенные ворота.
Найденные осколки глиняной посуды показывают, что Конысбай был поселением VIII—X веков.